# خان الحرير (دمشق)
خان الحرير هو أحد أقدم الخانات التاريخية في مدينة دمشق القديمة، يقع إلى الجنوب الغربي من الجامع الأموي في سوق الحرير، بناه الوالي درويش باشا أثناء ولايته 980 - 979هـ، وتبلغ مساحة الخان 2500 متر مربع.

## طالع ايضاً
- معنى خان في العمارة الدمشقية مصطلحات معالم دمشق.
- تاريخ الخانات في دمشق.